# Heriger
Heriger († 1. Dezember 927) war von 913 bis 927 Erzbischof von Mainz.
Nach dem Tode Erzbischofs Hattos I. wurde Heriger 913 auf den Mainzer Erzstuhl erhoben. Heriger trat wiederholt als Intervenient in den Urkunden von dem Herzog von Franken und König des Ostfrankenreichs Konrads I. auf. Er nahm an der Synode von Hohenaltheim teil, um das gefährdete Königtum zu schützen. 
Als Heriger nach Konrads Tod seinem Nachfolger Heinrich I. in Fritzlar die Salbung anbot, lehnte Heinrich dies ab: Er wolle sich damit begnügen, durch den Königsnamen aus den Großen seines Reiches herausgehoben worden zu sein – Salbung und Krönung jedoch sollten Würdigeren vorbehalten bleiben. Trotzdem erkannte Heriger das Königtum an. 
In der Folgezeit ist er oft im Umfeld Heinrichs nachweisbar. Am 7. November bekräftigte er den Vertrag von Bonn 921 zwischen Heinrich und Karl dem Einfältigen. 922 nahm er an der Synode von Koblenz teil und ist ebenso auf dem Reichstag zu Worms (926) im November 926 nachweisbar.

## Quelle
- Widukind von Corvey: Widukinds Sachsengeschichte. In: Quellen zur Geschichte der sächsischen Kaiserzeit (= Freiherr vom Stein-Gedächtnisausgabe. Band 8). Übersetzt von Albert Bauer, Reinhold Rau. Wissenschaftliche Buchgesellschaft, Darmstadt 1971, ISBN 3-534-01416-2, S. 1–183.